# Gil Kolirin
Pour les articles homonymes, voir Kolirin.
Gil Kolirin est un acteur britannique né le 23 avril 1975 à Londres.

## Filmographie
- 2010 : Just for the Record : Vincent le valet
- 2009 :Détour mortel 3 (vidéo) : Floyd
- 2008 :Torchwood (série télévisée, 1 épisode) : Webb
- 2007 :Return to House on Haunted Hill (vidéo) : Norris
- 2007 :Hollyoaks (série télévisée, plusieurs épisodes) : DS Grant
- 2005 :Speechless: A Fairytale (2005) : Homme
- 2005 :Batman Begins (non crédité, 2005) : Narrows Person
- 2004 :Short : gros homme
- 2002 :Let's Roll: The Story of Flight 93 (téléfilm) : Mark Bingham